# Little League World Series 2002
Koordinaten: 41° 13′ 45″ N, 77° 0′ 2″ W
Die Little League World Series 2002 war die 56. Austragung der Little League Baseball World Series, einem internationalen Baseballturnier für Knaben zwischen 11 und 12 Jahren. Gespielt wurde wie jedes Jahr in South Williamsport, Pennsylvania.
Die Region Golfstaaten wurde in Region Südwest umbenannt.

## Teams
Die 16 Teams spielen in vier Gruppen zu je vier Mannschaften Jeder gegen Jeden. Die beiden besten Mannschaften spielen dann in Ausscheidungsspielen um den Titel.
| Gruppe A                                   | Gruppe B                                          | Gruppe C                          | Gruppe D                                                          |
| ------------------------------------------ | ------------------------------------------------- | --------------------------------- | ----------------------------------------------------------------- |
| Corpus Christi, Texas Region Südwest       | Hamilton Square, New Jersey Region Mittelatlantik | San Antonio, Panama Lateinamerika | Tokio, Japan Asien                                                |
| Portsmouth, Rhode Island Region Neuengland | Bowling Green, Kentucky Region Große Seen         | Weyburn, Saskatchewan Kanada      | Willemstad, Niederländische Antillen Karibik                      |
| Des Moines, Iowa Region Mittlerer Westen   | San José, Kalifornien Region West                 | Busan, Südkorea Pazifik           | Mexicali, Mexiko                                                  |
| Salem, Oregon Region Nordwest              | Clemmons, North Carolina Region Südost            | Sydney, Australien                | Brunssum/Schinnen, Niederlande Europa, Mittlerer Osten und Afrika |

## Ergebnisse
Die acht US-amerikanischen und die acht internationalen Teams wurden in zwei Gruppen aufgeteilt. Jeder spielte gegen jeden in seiner Gruppe. Die ersten Beiden zogen in die Meisterschaftsrunde ein und spielten gegen die jeweils andere Gruppe ihrer Region einen Sieger aus. Der Sieger der US-amerikanischen Finales und des internationalen Finales spielten dann in der Weltmeisterschaft gegeneinander um den Titel.

### Vereinigte Staaten

#### Gruppe A
| Platz | Region           | W | L | %     |
| ----- | ---------------- | - | - | ----- |
| 1.    | Neuengland       | 2 | 1 | 0.667 |
| 2.    | Südwest          | 2 | 1 | 0.667 |
| 3.    | Nordwest         | 2 | 1 | 0.667 |
| 4.    | Mittlerer Westen | 0 | 3 | 0.000 |

| Datum      | Zeit  | Stadion           | Begegnung        | Begegnung | Begegnung        | Ergebnis |
| ---------- | ----- | ----------------- | ---------------- | --------- | ---------------- | -------- |
| 16. August | 16:00 | Volunteer Stadium | Neuengland       | –         | Nordwest         | 2:3      |
| 16. August | 19:00 | Volunteer Stadium | Mittlerer Westen | –         | Südwest          | 0:1      |
| 17. August | 20:00 | Volunteer Stadium | Neuengland       | –         | Mittlerer Westen | 2:1      |
| 18. August | 15:00 | Lamade Stadium    | Nordwest         | –         | Südwest          | 0:8      |
| 19. August | 14:00 | Lamade Stadium    | Neuengland       | –         | Südwest          | 6:0      |
| 19. August | 20:00 | Lamade Stadium    | Mittlerer Westen | –         | Nordwest         | 1:2      |

#### Gruppe B
| Platz | Region         | W | L | %     |
| ----- | -------------- | - | - | ----- |
| 1.    | Große Seen     | 3 | 0 | 1.000 |
| 2.    | Mittelatlantik | 2 | 1 | 0.667 |
| 3.    | West           | 1 | 2 | 0.333 |
| 4.    | Südost         | 0 | 3 | 0.000 |

| Datum      | Zeit  | Stadion           | Begegnung      | Begegnung | Begegnung      | Ergebnis |
| ---------- | ----- | ----------------- | -------------- | --------- | -------------- | -------- |
| 17. August | 12:00 | Volunteer Stadium | West           | –         | Große Seen     | 1:4      |
| 17. August | 14:00 | Lamade Stadium    | Mittelatlantik | –         | Südost         | 9:3      |
| 18. August | 13:00 | Volunteer Stadium | Südost         | –         | West           | 8:11     |
| 18. August | 19:00 | Lamade Stadium    | Große Seen     | –         | Mittelatlantik | 2:0      |
| 20. August | 16:00 | Lamade Stadium    | West           | –         | Mittelatlantik | 2:5      |
| 20. August | 19:00 | Lamade Stadium    | Südost         | –         | Große Seen     | 2:4      |

### International

#### Gruppe C
| Platz | Region        | W | L | %     |
| ----- | ------------- | - | - | ----- |
| 1.    | Lateinamerika | 2 | 1 | 0.667 |
| 2.    | Pazifik       | 2 | 1 | 0.667 |
| 3.    | Transatlantik | 2 | 1 | 0.667 |
| 4.    | Kanada        | 0 | 3 | 0.000 |

| Datum      | Zeit  | Stadion           | Begegnung     | Begegnung | Begegnung     | Ergebnis |
| ---------- | ----- | ----------------- | ------------- | --------- | ------------- | -------- |
| 16. August | 17:30 | Lamade Stadium    | Transatlantik | –         | Kanada        | 3:2      |
| 17. August | 11:00 | Lamade Stadium    | Pazifik       | –         | Lateinamerika | 1:11 (5) |
| 18. August | 17:00 | Volunteer Stadium | Transatlantik | –         | Pazifik       | 9:6      |
| 19. August | 19:00 | Volunteer Stadium | Kanada        | –         | Lateinamerika | 3:9      |
| 20. August | 14:00 | Volunteer Stadium | Kanada        | –         | Pazifik       | 7:12     |
| 20. August | 18:00 | Volunteer Stadium | Transatlantik | –         | Lateinamerika | 6:5      |

#### Gruppe D
| Platz | Region  | W | L | %     |
| ----- | ------- | - | - | ----- |
| 1.    | Asien   | 3 | 0 | 1.000 |
| 2.    | Karibik | 2 | 1 | 0.667 |
| 3.    | Mexiko  | 1 | 2 | 0.333 |
| 4.    | EMEA    | 0 | 3 | 0.000 |

| Datum      | Zeit  | Stadion           | Begegnung | Begegnung | Begegnung | Ergebnis |
| ---------- | ----- | ----------------- | --------- | --------- | --------- | -------- |
| 17. August | 16:00 | Volunteer Stadium | Mexiko    | –         | Karibik   | 1:10     |
| 17. August | 18:00 | Lamade Stadium    | EMEA      | –         | Asien     | 0:7      |
| 18. August | 20:00 | Volunteer Stadium | Mexiko    | –         | EMEA      | 4:3      |
| 19. August | 11:00 | Volunteer Stadium | EMEA      | –         | Karibik   | 0:13 (4) |
| 19. August | 17:00 | Lamade Stadium    | Asien     | –         | Mexiko    | 11:0 (4) |
| 20. August | 11:00 | Lamade Stadium    | Asien     | –         | Karibik   | 5:0      |

### Meisterschaftsspiele
|  | Halbfinale                      | Halbfinale                      |                                 |                                 | US und Intern. Finale           | US und Intern. Finale |  |  | Weltmeisterschaft               | Weltmeisterschaft               |
|  |                                 |                                 |                                 |                                 |                                 |                       |  |  |                                 |                                 |
|  | 21. August 16:00 Lamade Stadium |                                 |                                 |                                 |                                 |                       |  |  |                                 |                                 |
|  | D1 Asien (4)                    | 10                              |                                 |                                 |                                 |                       |  |  |                                 |                                 |
|  | D1 Asien (4)                    | 10                              | 25. August 20:00 Lamade Stadium |                                 |                                 |                       |  |  |                                 |                                 |
|  | C2 Pazifik                      | 0                               |                                 |                                 |                                 |                       |  |  |                                 |                                 |
|  | C2 Pazifik                      | 0                               | Asien                           | 4                               |                                 |                       |  |  |                                 |                                 |
|  |                                 |                                 | Asien                           | 4                               |                                 |                       |  |  |                                 |                                 |
|  |                                 | Karibik                         | 1                               |                                 |                                 |                       |  |  |                                 |                                 |
|  | C1 Lateinamerika                | Karibik                         | 1                               | 0                               |                                 |                       |  |  |                                 |                                 |
|  | C1 Lateinamerika                |                                 |                                 | 0                               |                                 |                       |  |  |                                 |                                 |
|  | D2 Karibik                      | 3                               |                                 | 26. August 18:30 Lamade Stadium | 26. August 18:30 Lamade Stadium |                       |  |  |                                 |                                 |
|  | 22. August 15:30 Lamade Stadium | 22. August 15:30 Lamade Stadium | Asien                           | 0                               |                                 |                       |  |  |                                 |                                 |
|  | 21. August 19:00 Lamade Stadium | 21. August 19:00 Lamade Stadium |                                 | Große Seen                      | 1                               |                       |  |  |                                 |                                 |
|  | B1 Große Seen (11)              | 2                               |                                 |                                 |                                 |                       |  |  |                                 |                                 |
|  | A2 Südwest                      | 1                               |                                 |                                 |                                 |                       |  |  |                                 |                                 |
|  | A2 Südwest                      | 1                               | Große Seen                      | 4                               |                                 |                       |  |  |                                 |                                 |
|  |                                 |                                 | Große Seen                      | 4                               | Trostspiel                      |                       |  |  |                                 |                                 |
|  |                                 | Neuengland                      | 0                               |                                 |                                 |                       |  |  |                                 |                                 |
|  | A1 Neuengland                   | Neuengland                      | 0                               | 5                               | Karibik                         | 9                     |  |  |                                 |                                 |
|  | A1 Neuengland                   | 25. August 16:30 Lamade Stadium |                                 | 5                               | Karibik                         | 9                     |  |  |                                 |                                 |
|  | B2 Mittelatlantik               | 2                               |                                 | Neuengland                      | 1                               |                       |  |  |                                 |                                 |
|  | B2 Mittelatlantik               | 2                               |                                 |                                 | 1                               |                       |  |  |                                 |                                 |
|  | 22. August 19:00 Lamade Stadium | 22. August 19:00 Lamade Stadium |                                 |                                 |                                 |                       |  |  | 26. August 13:00 Lamade Stadium | 26. August 13:00 Lamade Stadium |